# Rob Bourdon
Robert Gregory «Rob» Bourdon (Calabasas, California; 20 de enero de 1979) es un músico estadounidense, conocido por haber sido el baterista de la banda Linkin Park.

## Primeros años
Robert Gregory Bourdon nació el 20 de enero de 1979. Rob nació en Calabasas, California y ahora vive en Los Ángeles. Sus padres son Gregory y Patty; tiene un hermano menor llamado Dave. Creció en la misma ciudad que los miembros de Incubus y fue a la escuela con los miembros de Hoobastank.
Rob comenzó a tocar la batería a la edad de 10 años tras ver un concierto de Aerosmith. Ya que su madre, Patty, fue la exnovia de Joey Kramer, el baterista de Aerosmith, Bourdon pudo estar en el backstage y ver toda la producción. Kramer también dio a Rob un pedal de bombo. A Rob también le gusta tocar piano cuando tiene tiempo. Rob acostumbraba a tomar lecciones cuando era joven y forzado a seguir.

## Carrera artística

### Linkin Park
En sus primeros años de adolescencia, Bourdon tocó en algunas bandas con sus amigos. Fue en esa época que conoció a su actual compañero de banda Linkin Park, Brad Delson, y tocaron juntos durante un año en un grupo llamado Relative Degree. Su meta era tocar en el Teatro Roxy, después de lograr su objetivo con un espectáculo sell-out, Relative Degree finalmente se disolvió. En 1995, Delson, Mike Shinoda y Bourdon formaron Xero que se convertiría en el punto de partida para Linkin Park.
El grupo finalmente firmó con Warner Bros. y lanzó en 2000 su álbum debut, Hybrid Theory. Se convirtió en un éxito; llegó a la posición número dos del Billboard 200, y uno de sus sencillos, «In the End», llegó al segundo lugar del Billboard Hot 100, siendo el mayor éxito de su carrera. Posterior a esto, lanzaron siete álbum de estudio —Meteora (2003), Minutes to Midnight (2007)  A Thousand Suns (2010) Living Things (2012), The Hunting Party (2014) y One More Light (2017). —, de los cuales todos lograron el número uno en la principal lista musical de Estados Unidos. Además, en Reino Unido todos sus discos de estudios, junto a dos álbumes de remezclas Reanimation (2002) y Recharged (2013), han entrado en los primeros cinco lugares del UK Albums Chart.
En un evento el 5 de septiembre de 2024, la banda anunció que lanzarían su próximo álbum From Zero, en noviembre de ese mismo año, con la incorporación de Emily Armstrong (en reemplazo de Chester Bennington) y de Colin Brittain (en reemplazo de Rob Bourdon).

## Vida personal
Su cumpleaños fue ofrecido en un episodio de LPTV iTunes. El 20 de enero de 2004, Linkin Park tocó en un show en Filadelfia, Pensilvania, y a la banda se le puede ver bromeando en el backstage y diciendo que es el vigésimo cumpleaños de Rob cuando en realidad era el vigésimo quinto; los admiradores se encontraban confundidos. Rob es activo de la fe judía.

## Bandas
- Relative Degree - baterista (1995)
- Xero - baterista (1995-1997)
- Linkin Park - baterista (1997-2017)

## Discografía

### Con Linkin Park
- 2000: Hybrid Theory
- 2003: Meteora
- 2007: Minutes to Midnight
- 2010: A Thousand Suns
- 2012: Living Things
- 2014: The Hunting Party
- 2017: One More Light

## Equipamiento
- Drums (Gretsch USA Custom) 14X6.5 Snare Drum.
- {C 22X18 Bass Drum
- {C 18X16 Floor Tom
- {C 16X16 Floor Tom
- {C 10X8 High-Tom
- {C 12X10 Mid-Tom

### CymbalsZildjian
| - 14" A-New Beat hi-hats or 14" A-Custom Mastersound hi-hats [for studio and live, respectively] - {C 18" A-Custom Projection Crash - 10" A-Custom Splash - {C 19" A-Custom Projection Crash - 21" A-Custom Projection Ride - {C 20" oriental trash china |

### Otros
| *Electronics: Pintech Pads(to the left of hi-hats), Roland SPD- 3 - Hardware: Gibraltar cage/drum supports - Heads: Various Remo Heads - Sticks: Vater 5B (Hickory with wood tip) - Footwear: Puma racing shoes - Recording Software: Pro Tools - Triggers on snare(Roland RT-10S) - KD-7 Bass Drum Trigger Unit (Roland) - MultiDirector DI (Whirlwind) - Headphone Mixer MH4 (Rane) - Crossover SAC22 (Rane) - Bass Shaker (Aura) - DW 9000 pedal (DW) - S6000 Sampler (Akai) - MPC2000XL Sampler (Akai) - DM5 Drum Module (Alesis) - M-1400I Power Amp (Mackie) - PL Plus Power Conditioner (Furman) |